# 동양방송의 텔레비전 프로그램 목록
다음은 동양방송 텔레비전 프로그램의 관련 작품을 통해 발표된 순서로 나열 및 정리한 것이다.
- 표기 방식
  - 장르 프로그램 제목 (방송 기간)

- 장르 구분

| S  | 보도 · 시사        |
| I  | 교양               |
| DO | 다큐멘터리         |
| V  | 연예 · 오락 · 예능 |
| M  | 음악               |
| Q  | 퀴즈               |
| DR | 국내 드라마        |
| F  | 외화 드라마        |
| AN | 만화 · 애니메이션  |

## ㄱ
- DR 갑이 (1965년 4월 7일 ~ 1965년 6월 30일)
- DR 갑사댕기 (1965년 7월 8일 ~ 1965년 9월 30일)
- DR 기러기 가족 (1965년 10월 10일 ~ 1966년 1월 2일)
- DR 공주며느리 (1966년 9월 5일 ~ 1966년 11월 28일)
- DR 결혼행진곡 (1976년 4월 17일 ~ 1977년 3월 27일)
- DR 그건 그려 (1977년 10월 9일 ~ 1978년 3월 5일)
- DR 고독한 관계 (1979년 10월 13일 ~ 1980년 3월 16일)
- DR 개구장이 철이 (1979년 11월 2일 ~ 1980년 11월 28일) (KBS로 이전)
- V 고전유머극장 (1976년 1월 18일 ~ 1980년 8월 31일)
- V 꼬마어사 박문수 (1976년 4월 12일 ~ 1976년 7월 9일)
- ANF 개구장이 바니 (1978년 ~ 1979년)
- ANF 그레이트 마징가 (1978년 10월 22일 ~ 1979년 11월 25일)
- ANF 감바의 모험 (1977년)
- ANF 꼬마기사 랑랑 (1979년 7월 3일 ~ 1980년)
- ANF 그랜다이져 (1979년 12월 2일 ~ 1980년 7월 13일)
- ANF 금나라 은나라 (1977년 12월 6일 ~ 1979년 6월 19일)

## ㄴ
- DR 눈이 나리는데 (1964년 12월 9일 ~ 1965년 1월 18일)
- DR 나는 나대로 (1965년 1월 9일 ~ 1965년 2월 8일)
- DR 누가 너냐? (1966년 8월 9일 ~ 1966년 8월 30일)
- ANF 날아라 태극호 (1977년 2월 9일 ~ 1977년 11월 30일)
- F 날으는 원더우먼 (1977년 9월 24일 ~ 1978년 7월 1일)

## ㄷ
- DR 대원군 (1966년 10월 8일 ~ 1967년 4월 12일)
- DR 달동네 (1980년 10월 1일 ~ 11월 30일) (KBS로 이전)
- ANF 디즈닐랜드 (1967년 10월 14일 ~ 1980년 11월 30일) (KBS로 이전)
- ANF 독수리 오형제 (1979년 10월 24일 ~ 1980년 8월 27일)
- F 돌아온 세인트 (1979년 11월 15일 ~ 1980년 5월 9일)
- ANF 달려라 번개호 (1975년 12월 30일 ~ 1976년 4월 6일)
- ANF 딱따구리 (1970년 ~ 1971년)
- ANF 똘똘이 탐험대 (1975년 5월 28일 ~ 1975년 11월 9일)
- ANF 들장미 쥬리 (1980년 11월 3일 ~ 1980년 11월 24일) (KBS로 이전)
- DR 도토리 7남매 (1977년 9월 5일 ~ 11월 25일)
- DRF 두 얼굴을 가진 사나이 (1978년 ~ 1980년) (KBS로 이전)

## ㄹ
- DR 로멘스 가족 (1965년 4월 4일 ~ 1965년 6월 27일)
- DR 로멘스 극장 (1965년 7월 4일 ~ 1965년 10월 3일)
- ANF 로빈 특공대 (1970년 11월 10일 ~ 1971년 5월 15일)
- ANF 래시 구조대란 (1975년)

## ㅁ
- ANF 무적의 009 (1973년 1월 16일 ~ 1973년 8월 14일)
- ANF 미키 대행진 (1974년 3월 13일 ~ 1974년 12월 25일)
- ANF 밀림의 왕자 타잔 (1979년 10월 15일 ~ 1980년)
- ANF 마술왕 샤잔 (1975년)
- V 명랑백화점
- DR 민며느리 (1964년 12월 10일 ~ 1965년 4월 1일)
- DR 맞벌이 부부 (1966년 1월 19일 ~ 1966년 5월 29일)
- DR 미스터 곰 (1966년 10월 14일 ~ 1967년 2월 17일)
- DR 마부 (1971년 1월 11일 ~ 1971년 4월 3일)
- DR 무쇠도령 이완대장 (1978년 3월 27일 ~ 1978년 6월 16일)
- DRF 미녀 삼총사 (1978년 4월 13일 ~ 1980년)

## ㅂ
- F 보난자 (1964년 12월 7일 ~ 1976년 1월 22일)
- DR 바이엘 극장 (1965년 5월 13일 ~ 1965년 7월 29일)
- DR 비둘기 가족 (1970년 9월 25일 ~ 1970년 11월 27일)
- DR 박주임 (1974년 9월 7일 ~ 1975년 4월 11일)
- DR 별당아씨 (1976년 4월 12일 ~ 1976년 10월 1일)
- DR 바람돌이 장영실 (1980년 10월 20일 ~ 1980년 11월 25일) (KBS로 이전)
- ANF 별나라 요술공주 (1975년 11월 26일 ~ 1977년 2월 2일)

## ㅅ
- V 쇼쇼쇼 (1964년 12월 12일 ~ 1980년 11월 29일) (KBS로 이전)
- ANF 슬기돌이 비키 (1976년 11월 4일 ~ 1977년 11월 29일)
- ANF 신밧드의 모험 (1976년 11월 8일 ~ 1977년)
- ANF 수퍼스타 바니 (1980년)
- DR 상궁나인 (1966년 1월 17일 ~ 1966년 5월 30일)
- DR 사랑도 미움도 (1968년 2월 3일 ~ 1968년 5월 18일)
- DR 사모곡 (1972년 8월 27일 ~ 1973년 6월 29일)
- DR 시집 갈 때 까지는 (1978년 3월 11일 ~ 1978년 6월 18일)
- DR 사랑도 미움도 (1979년 3월 17일 ~ 1979년 9월 30일)
- DR 서울은 내 것이다 (1980년)
- DR 소년 홍길동 (1979년 2월 12일 ~ 1979년 9월 14일)
- V 소년탐정 태권7 (1976년 10월 4일 ~ 1976년 11월 12일)

## ㅇ
- DR 여성이 가장 아름다울 때 (1964년 12월 13일 ~ 1965년 1월 31일)
- DR 어린이 극장 (1964년 12월 27일 ~ 1966년 5월 21일)
- M 아베크 노래자랑 (1964년 ~ 1967년)
- DR 연애 소동 (1965년 2월 11일 ~ 1965년 4월 2일)
- DR 안네의 일기 (1965년 3월 3일 ~ 1965년 3월 31일)
- DR 요꼬하마 김 (1970년 2월 7일 ~ 1970년 5월 16일)
- DR 연화 (1973년 9월 23일 ~ 1974년 5월 3일)
- DR 운명 (1974년 1월 10일 ~ 1974년 4월 26일)
- DR 임금님의 첫사랑 (1975년 9월 22일 ~ 1976년 4월 9일)
- ANF 우주철인 사이퍼 (1970년 6월 15일 ~ 1970년 11월 3일)
- ANF 이겨라 승리호 (1977년 12월 7일 ~ 1978년 11월 29일)
- ANF 이상한 나라의 삐삐 (1977년 8월 12일 ~ 1978년 7월 28일)
- ANF 우주삼총사 (1974년 12월 24일 ~ 1975년 12월 23일)
- ANF 인어공주 나나 (1979년 3월 2일 ~ 1979년 10월 5일)
- ANF 요괴인간 (1969년 ~ 1970년)
- ANF 우주소년 아톰 (1970년 9월 19일 ~ 1972년 10월 1일)
- ANF 원탁의 기사 (1980년 9월 4일 ~ 1980년 11월 20일) (KBS로 이전)
- ANF 엄마찾아 삼만리 (1976년 6월 21일 ~ 1977년 8월 5일)
- ANF 우리는 축구왕 (1973년 2월 28일 ~ 1974년 3월 6일)
- ANF 우주의 세 용사 (1972년 10월 17일 ~ 1973년 1월 9일)
- ANF 애꾸눈 선장 (1980년 8월 14일 ~ 1980년 8월 28일)
- DR 아씨 (1970년 3월 2일 ~ 1971년 1월 9일)
- DR 왕짱구 (1978년 11월 6일 ~ 1979년 2월 12일)
- DR 야! 곰례야 (1979년 6월 18일 ~ 1980년 5월 17일)
- DR 오성과 한음 (1979년 9월 17일 ~ 1980년 1월 11일)
- DR 잃어버린 겨울 (1980년 3월 29일 ~ 1980년 8월 31일)
- DR 아롱이 다롱이 (1980년 10월 3일 ~ 1980년 11월 30일) (KBS로 이전)

## ㅈ
- F 전투 (1964년 ~ 1967년)
- DR 젊은 베르테르의 슬픔 (1964년 12월 16일 ~ 1965년 1월 13일)
- DR 좁은 문 (1965년 1월 15일 ~ 1965년 2월 17일)
- DR 정경부인 (1965년 7월 12일 ~ 1965년 10월 4일)
- DR 지명수배 0085 (1965년 8월 10일 ~ 1965년 9월 7일)
- V 장수만세 (1973년 10월 10일 ~ 1980년 11월 23일) (KBS로 이전)
- ANF 정의의 캐산 (1978년 12월 6일 ~ 1979년 10월 10일)
- M 전국대학축제경연대회
- ANF 쨩가의 우주전쟁 (1978년 8월 26일 ~ 1978년 10월 15일)

## ㅊ
- DR 추적 (1975년 10월 ~ 1980년 11월 29일) (KBS로 이전)
- DR 청실홍실 (1977년 4월 2일 ~ 1977년 10월 8일)
- DR 축복 (1980년 9월 6일 ~ 1980년 11월 30일) (KBS로 이전)

## ㅋ
- Q 퀴즈 올림픽 (1964년 ~ 1965년)

## ㅌ
- V 토요일이다 전원출발
- DR 통곡의 종 (1970년 5월 30일 ~ 1970년 10월 24일)
- ANF 타이거마스크 (1971년 2월 17일 ~ 1973년 2월 14일)
- ANF 태풍소년 (1978년 8월 4일 ~ 1979년 2월 23일)

## ㅍ
- DR 파란 눈의 며느리 (1968년 3월 3일 ~ 1968년 6월 9일)
- ANF 피노키오 (1975년 6월 23일 ~ 1976년 6월 14일)
- ANF 플란다스의 개 (1975년 11월 7일 ~ 1976년 11월 5일)

## ㅎ
- DR 형사수첩 (1965년 4월 9일 ~ 1966년 7월 26일)
- DR 한양낭군 (1965년 10월 11일 ~ 1966년 1월 10일)
- DR 황진이 (1967년 12월 2일 ~ 1968년 1월 27일)
- ANF 황금박쥐 (1967년 7월 16일 ~ 1968년)
- ANF 허클베리 핀의 모험 (1977년 12월 5일 ~ 1978년 4월 17일)
- DR 형사 (1975년 4월 19일 ~ 1980년 11월 30일) (KBS로 이전)
- DR 하얀 날개 (1978년 11월 11일 ~ 1979년 3월 11일)
- V 호돌이와 토순이 (1976년 1월 12일 ~ 1980년 4월 4일)
- DR 홈런이다 홈런 (1980년 6월 2일 ~ 1980년 10월 17일)
- V 호동왕자 (1976년 7월 12일 ~ 1976년 10월 1일)

## 숫자 또는 영문
- ANF 5인의 용사 (1971년 5월 17일 ~ 1971년 8월 30일)
- F 600만불의 사나이 (1976년 7월 12일 ~ 1978년 8월 26일)
- S TBC 석간 (1972년 4월 ~ 1980년 11월 30일)
- VM TBC 방송가요대상 (1965년 ~ 1980년)
- V TBC 가족 여러분, 안녕히 계십시오 (1980년 11월 30일)

## 같이 보기
- 한국방송공사의 텔레비전 프로그램 목록
- 한국교육방송공사의 텔레비전 프로그램 목록
- 문화방송의 텔레비전 프로그램 목록
- SBS의 텔레비전 프로그램 목록
- OBS경인TV의 텔레비전 프로그램 목록
- JTBC의 텔레비전 프로그램 목록
- 매일방송의 텔레비전 프로그램 목록
- TV조선의 텔레비전 프로그램 목록
- 채널A의 텔레비전 프로그램 목록